# Барбоса, Оливер
Оливер Барбоса (род. 29 сентября 1986, Пасиг, Столичный регион) — филиппинский шахматист, гроссмейстер (2011).
В составе сборной Филиппин участник 40-й Олимпиады (2012) в Стамбуле.

## Спортивные достижения
| Год  | Город        | Турнир                                                     | + | − | = | Результат | Место |
| ---- | ------------ | ---------------------------------------------------------- | - | - | - | --------- | ----- |
| 2011 | Мешхед       | Чемпионат Азии                                             | 2 | 1 | 6 | 5 из 9    | [ 1 ] |
|      | Манила       | Чемпионат Филиппин                                         | 3 | 0 | 6 | 6 из 9    | [ 2 ] |
|      | Куала-Лумпур | «Raja Nazrin Shah Invitational Masters Chess Championship» | 5 | 0 | 4 | 7 из 9    | [ 3 ] |
| 2012 | Стамбул      | 40-я Олимпиада                                             | 5 | 2 | 4 | 7 из 11   |       |

## Изменения рейтинга
| Графики недоступны из-за технических проблем. См. информацию на Фабрикаторе и на mediawiki.org. |